# Live Your Life (singel)
Live Your Life (pol. Żyj swoim życiem) – singel amerykańskiego rapera o pseudonimie T.I. Jest to trzeci singel z płyty Paper Trail. W piosence można usłyszeć Rihannę. Utwór wydany 23 sierpnia 2008 roku. Producentem jest Just Blaze, a piosenkę napisali C. Harris, J. Smith i Rihanna. Singel zdobył potrójną platynę od RIAA i platynę od RIANZ. Piosenkę wykorzystano w The Hangover jako trailer promujący film. Utwór zadebiutował na szóstej pozycji w MTV.

## Teledysk
Wideo przedstawia T.I. jako biznesmena i gangstera. Biznesmen jest gnębiony przez mafię, a gangster ma wielu kolegów. Teledysk rozpoczyna się od godziny 18.33 a kończy na 16.41. W klipie pokazuje się też Rihanna, pierwszy raz jest ukazana w szlafroku i bieliźnie, ten moment przypomina Rihannę w „Hate That I Love You”. Teledysk kończy występ Rihanny w barze, w którym jest też T.I.

## Formaty i lista utworów
| Lp.                 | Tytuł                                                         | Czas |
| ------------------- | ------------------------------------------------------------- | ---- |
| Promo CD single     |                                                               |      |
| 1.                  | "Live Your Life" (clean) (featuring Rihanna)                  | 4:05 |
| 2.                  | "Live Your Life" (instrumental)                               | 5:45 |
| 3.                  | "Live Your Life" (explicit radio edit) (featuring Rihanna)    | 4:02 |
| 4.                  | "Live Your Life" (explicit album version) (featuring Rihanna) | 5:38 |
| UK CD Single        |                                                               |      |
| 1.                  | "Live Your Life" (explicit album version) (featuring Rihanna) | 5:38 |
| Australia CD Single |                                                               |      |
| 1.                  | "Live Your Life" (radio edit) (featuring Rihanna)             | 5:38 |
| 2.                  | "Collect Call"                                                | 5:38 |
| 3.                  | "No Matter What"                                              | 5:38 |

## Remiksy
1. „Royce Da 5'9 – Live Your Life (I’m Nice) Pt. 2"
2. „Yung Joc – Live Your Life (Remix)”
3. „Chamillionaire – Texas 4 Life (Remix)”
4. „Trae – Live Yo Life (Remix)”
5. T.I ft Rihanna – Soca Child Remix
6. A Plea for Purging feat. Specialist Head – Live Your Life (B-side from Depravity)

## Pozycje na listach
| Lista przebojów (2008)                    | Najwyższa pozycja |
| ----------------------------------------- | ----------------- |
| Australia (ARIA Charts)                   | 3                 |
| Austria (Ö3 Austria Top 40)               | 5                 |
| Belgia (Ultratop Flandria)                | 15                |
| Belgia (Ultratop Walonia)                 | 19                |
| Bułgaria (Singles Top 40)                 | 6                 |
| Czechy (IFPI)                             | 6                 |
| Dania (IFPI)                              | 15                |
| Europa (European Hot 100 Singles)         | 4                 |
| Finlandia (Mitä hittiä)                   | 9                 |
| Francja (SNEP)                            | 17                |
| Holandia (Dutch Top 40)                   | 5                 |
| Irlandia (IRMA)                           | 3                 |
| Kanada (Canadian Hot 100)                 | 4                 |
| Niemcy (Media Control Charts)             | 12                |
| Norwegia (VG-lista)                       | 6                 |
| Nowa Zelandia (RIANZ)                     | 1                 |
| Portugalia (Singles Top 50)               | 7                 |
| Słowacja (IFPI)                           | 37                |
| Stany Zjednoczone (Billboard Hot 100)     | 1                 |
| Stany Zjednoczone (Top 40 Mainstream)     | 1                 |
| Stany Zjednoczone (Hot R&B/Hip-Hop Songs) | 2                 |
| Stany Zjednoczone (Hot Rap Tracks)        | 1                 |
| Świat (World Singles Top 40)              | 3                 |
| Szwajcaria (Media Control AG)             | 8                 |
| Szwecja (Sverigetopplistan)               | 6                 |
| Węgry (Radios Top 40)                     | 33                |
| Wielka Brytania (UK Singles Chart)        | 2                 |

| Notowania (2009)                      | Pozycja |
| ------------------------------------- | ------- |
| Australia (ARIA Charts)               | 75      |
| Stany Zjednoczone (Billboard Hot 100) | 18      |
| Szwajcaria (Media Control AG)         | 70      |
| Wielka Brytania (UK Singles Chart)    | 137     |
| Węgry (Radios Top 40)                 | 144     |

| Państwo           | Status     |
| ----------------- | ---------- |
| Australia         | Platyna    |
| Nowa Zelandia     | Platyna    |
| Stany Zjednoczone | 3× Platyna |